# Compagnia britannica delle Indie orientali
La Compagnia Britannica delle Indie Orientali (British East India Company), fino all'Atto di Unione del 1707 Compagnia inglese delle Indie Orientali, nacque il 31 dicembre 1600, quando la regina Elisabetta I d'Inghilterra accordò una "carta" o patente reale che le conferiva per 21 anni il monopolio del commercio nell'Oceano Indiano.
Prima delle compagnie commerciali europee create nel XVII secolo per conquistare "le Indie" e dominare i flussi commerciali con l'Asia, trovò il suo posto accanto alla Compagnia Olandese delle Indie Orientali, la celebre VOC (Vereenigde Oostindische Compagnie), e prese il sopravvento sulla Compagnia francese delle Indie Orientali, che condusse alla rovina conquistando tutti i suoi possedimenti in India, segnando profondamente il futuro Impero britannico. Il primo Governatore fu Thomas Smyth, nominato il 31 dicembre 1600, e che mantenne la carica solo per quattro mesi.
Società anonima, sarebbe diventata l'impresa commerciale più potente della sua epoca, fino ad acquisire funzioni militari e amministrative regali nell'amministrazione dell'immenso territorio indiano. Colpita in pieno dall'evoluzione economica e politica del XIX secolo, declinò progressivamente e poi scomparve nel 1874.
Dal suo quartier generale di Londra, la sua straordinaria influenza si estese a tutti i continenti: la Compagnia presiedette alla creazione dell'India britannica, il cosiddetto Raj, fondò Hong Kong e Singapore, ingaggiò Capitan Kidd per combattere la pirateria, impiantò la coltura del tè in India, tenne Napoleone prigioniero a Sant'Elena, e si trovò direttamente implicata nel celebre Boston Tea Party che funse da detonatore per la guerra d'indipendenza degli Stati Uniti.

## Creazione e sviluppo

### Prima organizzazione della Compagnia

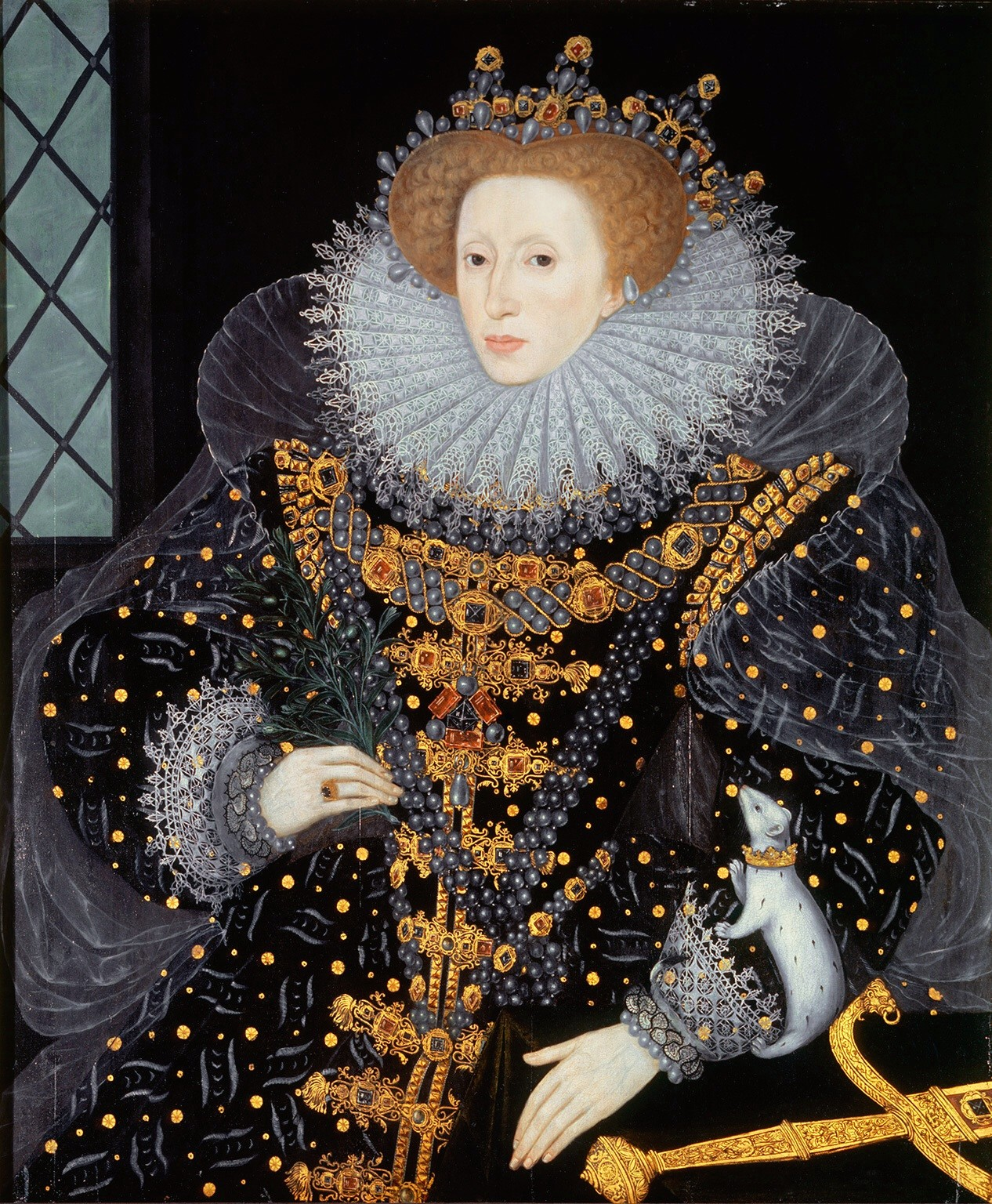
Elisabetta I d'Inghilterra autorizzò la creazione della Compagnia

I profitti assai ingenti della Compagnia sui primi viaggi in India spinsero il re Giacomo I ad accordare licenze ad altre compagnie commerciali in Inghilterra. Ma, finalmente, nel 1609 la patente della Compagnia fu rinnovata: questa si vide concedere il monopolio del commercio con le Indie Orientali per un periodo indefinito, ma che includeva una clausola che prevedeva che questo sarebbe cessato se gli affari della Compagnia fossero diventati non profittevoli per tre anni di seguito.
La Compagnia era dotata di un capitale iniziale di 72.000 sterline suddiviso tra 125 azionisti. Era gestita da un governatore e da 24 direttori che formavano la Corte dei Direttori. Questi venivano nominati ed erano responsabili davanti all'Assemblea dei proprietari.

### L'inizio delle operazioni in India

La bandiera d'origine della Compagnia con nell'angolo la croce di San Giorgio

Nel 1612 finalmente, i battelli appartenenti alla Compagnia approdarono a Surat (ove nel mare antistante fu combattuta tra il 29 e il 30 novembre di quell'anno la Battaglia di Suvali) che fu la prima filiale commerciale. Nel corso dei due anni successivi, si stabilì anche sulla Costa del Coromandel nel Golfo del Bengala. Fondò la sua prima manifattura a Surat.
Durante i primi anni, la Compagnia ebbe poco successo nel commercio delle spezie largamente dominato dai Paesi Bassi e non poté stabilire avamposti durevoli nelle Indie Orientali.
Nel 1615, Sir Thomas Roe fu inviato dal re Giacomo I presso l'imperatore moghul Jahangir. Lo scopo di questa missione era di ottenere per la Compagnia il diritto esclusivo di fondare filiali commerciali in certe piazze come Surat. In cambio la Compagnia proponeva di offrire all'imperatore prodotti europei. Fu dunque firmato un trattato e gli Inglesi poterono sviluppare piazzeforti a Surat, Bombay, Madras (dove fece fortuna Elihu Yale) e Calcutta. Nel 1647 la Compagnia disponeva in India di 23 filiali e 90 dipendenti.

## Il dominio dell'India britannica

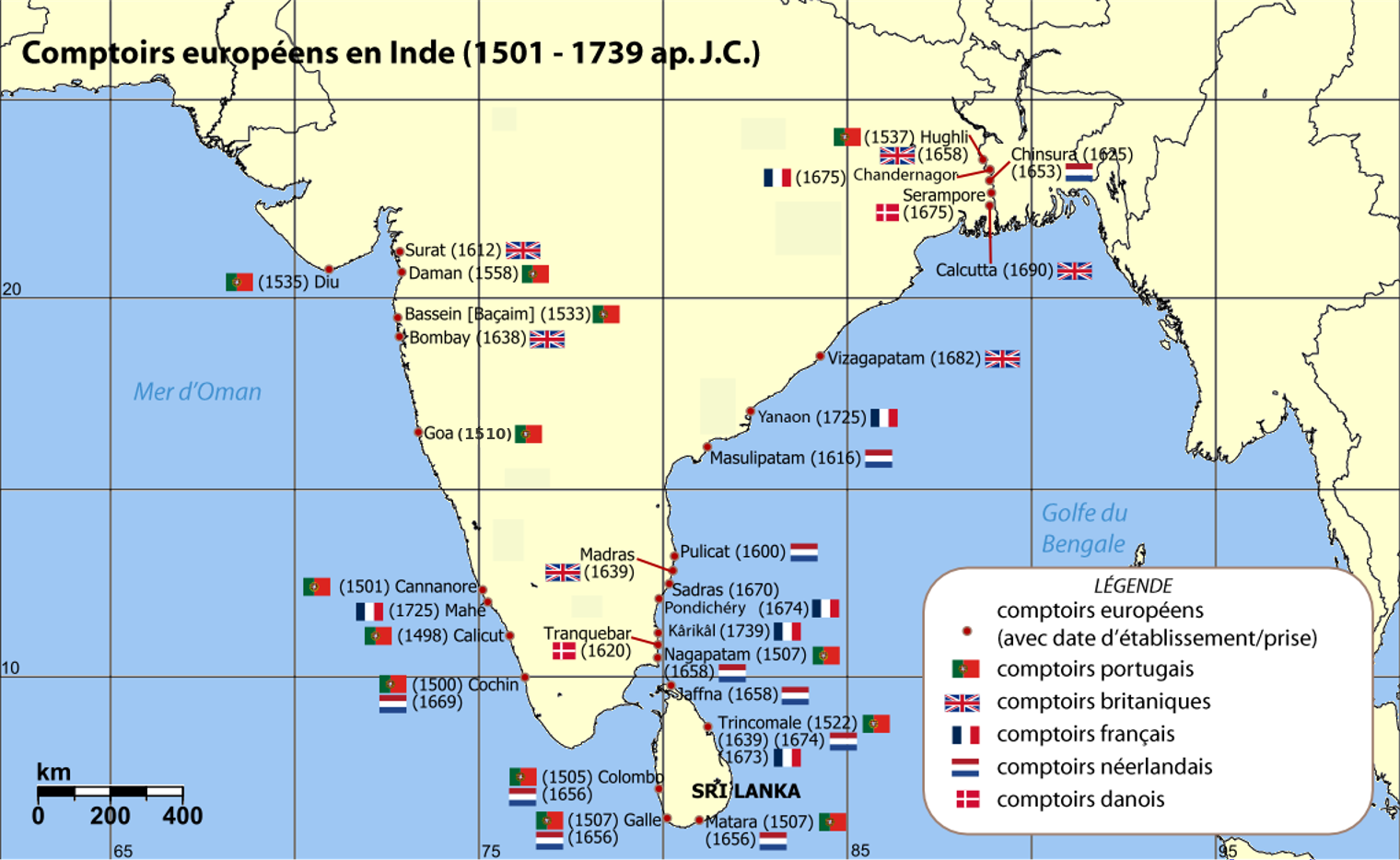
Le filiali europee in India

La bandiera adottata nel 1707

Nel 1670 il re Carlo II accordò per decreto alla Compagnia il diritto di acquisire nuovi territori, di battere moneta, di comandare delle truppe armate e di esercitare la giustizia sui propri territori. Si avviava quindi a divenire una formidabile macchina di potere, non solo in India ma anche in Inghilterra.
Stanco del lobbismo politico e al fine di ridurre questa enorme influenza della compagnia, il Parlamento decise di rompere il monopolio della Compagnia e di permettere nel 1698 la creazione di una compagnia rivale, la "Compagnia Inglese per il Commercio verso le Indie Orientali" (English Company Trading to the East Indies). Ciononostante quest'ultima non sarebbe mai riuscita a competere con la "vecchia" Compagnia e questo tentativo di aumentare la concorrenza ebbe fine quando le due società si fusero nel 1702.
Nel 1757, la vittoria di Robert Clive nella battaglia di Plassey, per conto della Compagnia, durante la Guerra dei sette anni segnò una battuta d'arresto alle pretese francesi in India, assicurando la supremazia britannica sulla penisola indiana e offrendo alla Compagnia il controllo del Bengala, la provincia più popolosa e redditizia. Incoronato dall'aureola delle sue numerose vittorie militari, e dopo un ritorno di cinque anni in Gran Bretagna, Clive fu nominato governatore del Bengala nel 1765.    

## Potenza e declino

L'ultima bandiera fra il 1801 e il 1858

Nel 1773 il Parlamento votò la "Legge di Regolamentazione" (Regulating Act) che impose alla Compagnia una serie di riforme economiche e amministrative. Venne inoltre nominato Warren Hastings alla carica di Governatore Generale delle Indie britanniche, creata per l'occasione. La Compagnia fu autorizzata a conservare il monopolio del commercio a certe condizioni, soprattutto finanziarie, che avrebbe determinato a poco a poco il suo declino. 
Nel 1784 il governo, presieduto da William Pitt il Giovane, fece votare una nuova legge (Indian Act) al fine di separare d'ora in poi chiaramente il governo dei territori delle Indie Orientali (che spettava alla Corona) e l'attività commerciale (che spettava alla Compagnia). Quest'ultima dovette dunque d'ora in poi rendere conto alla Corona, ma ciò non le impedì di continuare a svilupparsi. Verso la metà del XIX secolo, la dominazione della Compagnia si estese infatti sulla maggior parte dell'India, sulla Birmania, su Singapore e Hong Kong, un quinto della popolazione mondiale passò così sotto la sua autorità. La Compagnia inoltre occupò le Filippine e realizzò la conquista di Giava. Registrando un problema di liquidità nei suoi acquisti di tè dalla Cina, lo risolse esportando oppio indiano: gli sforzi della Cina per mettere fine a questo commercio scatenarono le due Guerre dell'oppio con la Gran Bretagna.
Privata del suo monopolio commerciale nel 1813 e del commercio del tè della Cina venti anni più tardi, la Compagnia perse infine le sue funzioni amministrative nel 1858 in seguito ai Moti indiani del 1857 (chiamati anche "Rivolta dei Sepoy"). Al principio dell'anno 1860 tutti i possedimenti della Compagnia passarono sotto il controllo della Corona. Il 1º gennaio 1874 la Compagnia delle Indie Orientali fu infine sciolta per decreto regolare.

## Organizzazione territoriale
La cosiddetta United East India Company per tutto il XVIII secolo aveva ampliato i propri territori indiani. La sua natura prettamente commerciale si trasformò rapidamente, nel corso del secolo, in una sorta di ente politico con una vera sovranità territoriale. La Compagnia era organizzata dapprima in "Presidenze" (Presidency):
- Calcutta-Fort William (1700), sede generale amministrativa
- Madras-Fort Saint George (1684)
- Bombay (1703)
- Benkoolen-Sumatra (aggiunta nel 1762).

Nella prima metà del XIX secolo annesse rapidamente vastissimi territori indiani, costituendo così un vero e proprio Stato sotto l'egida del governo britannico. Andò così a costituirsi un sistema di governo, con i possedimenti diretti (cioè sotto la diretta amministrazione della compagnia inglese) e mediati (protettorati sui numerosi principati indiani).
Intorno al 1840 i territori indiani della Compagnia erano così organizzati:

## Possedimenti diretti

### Bengala

#### Distretti
- Calcutta
- Nadia
- Hoogly
- Jessore
- Bakarganji
- Tipperah
- Chittagong
- Dakka-Jelalpore
- Silhet
- Moimansingh
- Rampore
- Dinajpore
- Purniah
- Rajchahi
- Birpore
- Murshidabad
- Bardwan
- Midnapore

#### Vassalli
- Manipur-Imphal
- Tripura-Agarthala
- Gahuati-Sadhia
- Jabalpur
- Nadia-Nabadwip
- Dharmapur
- Sikkim-Gangtok
- Bhutan-Punaka
- Makwanpur
- Baghal
- Balsan
- Nepal
- Bashahr
- Bhajji
- Bija

### Bihar

#### Distretti
- Patna
- Ramghar
- Boglipore
- Tirhoot
- Sarun
- Shahabad

#### Vassalli
- Kutch Behar

### Oudh

#### Distretti
- Garakpore

#### Vassalli
- Oudh-Lucknow

### Allahabad

#### Distretti
- Allahabad
- Jawnpore
- Benares
- Mirzapore
- Karpore
- Bundelkhand

#### Vassalli
- Rewa
- Benares
- Baghelkhand
- Orchha
- Bundelkhand
  - Bijawar
  - Beri
- Pannah
- Jhansi
- Chatarpur
- Tehri

### Agra

#### Distretti
- Agra
- Aligarh
- Kalpi
- Farukabad
- Etawah

#### Vassalli
- Matcherry Mewat Alwar
- Bhartpur
- Karauli
- Dholpur
- Kalpi

### Delhi

#### Distretti
- Delhi
- Bareilly
- Morabad
- Saharanpore
- Meerut
- Hariana

#### Vassalli
- Delhi Fort Red[2]
- Rewari
- Rampur
- Chtor

### Orissa

#### Distretti
- Cuttack
- Singhburn
- Kanjar
- Balasore
- Kurda-Kudagu
- Maharbanji - Hariorpore

#### Vassalli
- Chota Nagpur
- Sambalpur
- Angul
- Bharatpur

### Ajmer

#### Distretto
- Ajmer

#### Vassalli
- Marwar Jodhpur
- Mewar Udaipur
- Daralk Bikaner
- Amber Jaipur
- Alwar
- Ali Jaipur
- Kotah
- Tonk
- Bundi
- Kishangarh
- Shahpura
- Bara
- Jasselmere
- Bikaner
- Partabgarh Kanthal
- Paesi dei Bhatti

### Gondwana

#### Distretto
- Jubbolpore

#### Vassalli
- Nagpur
- Gwalior
- Indore
- Bhopal
- Narsinghgarh
- Ratlam
- Burhampur
- Dharra
- Bastar
- Nandgaon
- Kawardha
- Mungeli
- Raipur
- Basoda

### Garhwal

#### Distretti
- Srinagur
- Kemaon - Almora
- Sirmore-Rajnaghar

#### Vassalli
- Phulkian Patiala
- Phulkian Nabda
- Phulkian Jind
- Faridkot
- Ludhiana
- Keonthal
- Thanesar
- Tehri Garhwal
- Sirmur
- Suket
- Bilaspur Kahlur
- Maler Kotla
- Banswara Rampur
- Ambala
- Dankoa

### Assam

#### Distretto
- Jorhat

#### Vassalli
- Nadia
- Rampur
- Gurrah
- Kannup Gahati

## Presidenza di Madras

### Circars

#### Distretti
- Vizianagram
- Gandja
- Rajamandry
- Masulipatam
- Gontur

#### Vassalli
- Dominio del Nizam
  - Hyderabad
  - Bijapur
  - Bidar
  - Berar[3]
  - Avuku[4]
- Banganapalle

### Carnatic

#### Distretti
- Madras
- Chinglepet
- Nellore
- Arcot
- Tanjore
- Veradachellan
- Trichinapally
- Madura
- Shivaganja
- Tinevelli

#### Vassalli
- Arcot (1801-1855)
- Pudukkottai
- Bobbili
- Ramnad[5]
- Sandur

### Kanara

#### Distretto
- Mangalore

### Balaghat

#### Distretto
- Bellary

#### Vassalli
- Kurnool

### Coimbatore

#### Distretti
- Coimbatore
- Salem
- Baramahal

#### Vassalli
- Mysore
- Bangalore

### Malabar

#### Distretto
- Calicut

#### Vassalli
- Cochin
- Travancore Trivandrum
- Coorg Merkara
- Kerala
- Cannanore

## Presidenza di Bombay

### Gujarat

#### Distretti
- Surat
- Broach
- Kaira
- Ahmadabad

#### Vassalli
- Bhuj
- Soreth Junagarh
- Baroda
- Kutch Bundi
- Bhavnagar
- Dhangadhra
- Gundal
- Navandgar
- Jamnagar
- Porbandar
- Wankaner
- Limbdi
- Dhrol
- Rajkot
- Palitana
- Jafarabad
- Morvi
- Santalpur
- Palampur
- Radhanpur
- Jhalawar
- Chhaoni
- Rajpipla
- Bariya
- Devgad
- Cambaj
- Santh
- Santampur
- Jawhar
- Bansda
- Balasinor
- Surgana
- Jambughoda
- Katodia
- Banswara
- Turrah
- Therad
- Dubboi
- Noanagar
- Jaora
- Portabgarh
- Dungarpur
- Ajaygarh

### Bijapur

#### Distretti
- Bijapur
- North Konkan
- South Konkan
- Anagundi
- Bishnagar

#### Vassalli
- Janjira
- Kolhapur
- Sangli
- Jath
- Savantvadi
- Bhor
- Dhampur
- Aundh
- Jamkhandi
- Miraj
- Miraj jr.
- Mudhol
- Kurundwad
- Kurundwad jr.
- Ramdurg
- Satara[6]
- Phaltan
- Savanur
- Wadi
- Bijapur
- Akalkot

### Kandeish

#### Distretti
- Kandeish - Nandode
- Galna
- Mewar

#### Vassalli
- Yeola[6]

### Aurangabad

#### Distretto
- Aurangabad.

## Principati autonomi
- Bahawalpur
- Baltistan[7]
- Jammu[8] e Kashmir[9]
- Basohli[10]
- Chamba[11]

### Confederazione Sikh
- Sindh[12]
- Khairpur
- Mirpur[13]
- Sindhya

### Stati del Baluchistan
- Kalat
- Lus Bela
- Makran
- Kharan

### Stati di frontiera
- Amb Tanawal
- Chitral
- Dhir
- Hunza[14]
- Nagar
- Swat